# الحياة الزراعية في عالم آخر
الحياة الزراعية في عالم آخر هي سلسلة رواية خفيفة يابانية من تأليف كينوسوكي نايتو ورسم ياسومو تنشر في موقع شوسيتسوكا ني نارو منذ ديسمبر 2016 وحولت لمانغا في نوفمبر 2017 وجمعت في 9 تانكوبون ومن المقرر عمل مسلسل أنمي من إنتاج زيرو-جي سيعرض في يناير 2023.